# Oksana Xixkova
Oksana Xixkova   (Khàrkiv, 10 de juny de 1991) és una esquiadora i biatleta ucraïnesa amb discapacitat visual. Ha competit en els Jocs Paralímpics d'hivern en quatre ocasions, el anys 2010, 2014, 2018 i 2022. Va guanyar sis medalles en el Campionat Mundial IPC 2017, en esquí nòrdic.
Va obtenir la seva primera medalla d'or en l'esdeveniment de biatló per a dones amb discapacitat visual de 10 km dels Jocs Paralímpics d'Hivern de 2018.

## Carrera
Va debutar com a atleta durant els Jocs Paralímpics d'hivern de 2010 en representació d'Ucraïna, encara que en aquella ocasió no va aconseguir cap medalla. Després va competir en els Jocs Paralímpics d'hivern de 2014, guanyant 4 medalles de bronze, incloses 3 en els esdeveniments de biatló i una en esquí de fons amb l'ajuda del seu guia vident, Lada Nesterenko.
Shyshkova es va fer amb una medalla de plata en l'esdeveniment de biatló de 6 km per a dones amb discapacitat visual durant els Jocs Paralímpics d'hivern de 2018, la seva primera medalla de plata i la cinquena en la seva carrera.
Va participar en els Jocs Paralímpics d'hivern de 2022, celebrats a Pequín, on va obtenir dues medalles d'or en biatló VI femení individual i llarga distància clàssica amb discapacitat visual, amb un temps de 51:09.1, així com dues medalles de plata en esquí de fons esprint lliure VI i biatló mitja distància VI.